# Puntate di Casa Howard (miniserie televisiva)
Le puntate della miniserie televisiva Casa Howard (Howards End) sono state trasmesse nel Regno Unito sul canale BBC One dal 12 novembre al 3 dicembre 2017.
In Italia, l'intera miniserie è stata resa disponibile il 1º giugno 2018 su Sky Box Sets e trasmessa su Sky Uno dal 1º al 22 giugno 2018.
| nº | Titolo originale | Titolo italiano | Prima TV UK      | Pubblicazione Italia |
| -- | ---------------- | --------------- | ---------------- | -------------------- |
| 1  | Episode 1        | Episodio 1      | 12 novembre 2017 | 1º giugno 2018       |
| 2  | Episode 2        | Episodio 2      | 19 novembre 2017 | 1º giugno 2018       |
| 3  | Episode 3        | Episodio 3      | 26 novembre 2017 | 1º giugno 2018       |
| 4  | Episode 4        | Episodio 4      | 3 dicembre 2017  | 1º giugno 2018       |

## Episodio 1
- Diretta da: Hettie Macdonald
- Scritta da: Kenneth Lonergan

## Episodio 2
- Diretta da: Hettie Macdonald
- Scritta da: Kenneth Lonergan

## Episodio 3
- Diretta da: Hettie Macdonald
- Scritta da: Kenneth Lonergan

## Episodio 4
- Diretta da: Hettie Macdonald
- Scritta da: Kenneth Lonergan